# Ból neuropatyczny
Ból neuropatyczny – ból spowodowany pierwotnym uszkodzeniem lub dysfunkcją układu nerwowego. Występuje wśród 7–8% populacji.